# Crepis coreana
Crepis coreana là một loài thực vật có hoa trong họ Cúc. Loài này được (Nakai) H.S.Pak mô tả khoa học đầu tiên năm 1999.